# Африканский Кубок чемпионов 1972
Африканский Кубок чемпионов 1972 — восьмой розыгрыш турнира чемпионов африканских стран. К участию планировалось 26 команд, две снялись до старта первого раунда. Впервые в истории победителем стал представитель Гвинеи — клуб «Хафия» из Конакри.

## Первый раунд
| Команда 1       | Итог  | Команда 2       | 1-й матч | 2-й матч |
| --------------- | ----- | --------------- | -------- | -------- |
| Эгль Нконгсамба | 3:2   | Олимпик Реал    | 3:1      | 0:1      |
| АСФА            | 1:4   | Джолиба         | 1:3      | 0:1      |
| Маянтжа         | 2:11  | Кабве Уорриорз  | 1:3      | 0:1      |
| Сент-Джордж     | 4:2   | Лавори Публиси  | 3:1      | 1:1      |
| ТП Мазембе      | 3:1   | АС Полис        | 2:0      | 1:1      |
| АС Сен-Мишель   | 2:1   | Янг Африканс    | 2:0      | 0:1      |
| Хафия           | 5:2   | АСФАН           | 4:1      | 1:1      |
| Форсез Арме     | 6:2   | Котону          | 3:0      | 3:2      |
| Хартс оф Оук    | отказ | Абалуйя Юнайтед |          |          |
| Аль-Ахли        | отказ | Аль-Меррейх     |          |          |

## Второй раунд
| Команда 1      | Итог      | Команда 2       | 1-й матч | 2-й матч |
| -------------- | --------- | --------------- | -------- | -------- |
| Динамик Тоголе | 4:5       | Эгль Нконгсамба | 1:1      | 3:4      |
| Исмаили        | 2:2 пен.  | Аль-Ахли        | 0:1      | 2:1      |
| Симба          | 5:1       | Сент-Джордж     | 4:0      | 1:1      |
| Африка Спорт   | 3:7       | ТП Мазембе      | 1:2      | 2:5      |
| Кабве Уорриорз | 5:1       | АС Сен-Мишель   | 2:1      | 3:0      |
| Канон Яунде    | 4:6       | Хафия           | 3:2      | 1:4      |
| Форсез Арме    | 2:2 отказ | Джолиба         | 2:0      | 0:2      |
| ВНДК Ибадан    | 1:3       | Хартс оф Оук    | 1:0      | 0:3      |

## Четвертьфиналы
| Команда 1    | Итог | Команда 2       | 1-й матч | 2-й матч |
| ------------ | ---- | --------------- | -------- | -------- |
| ТП Мазембе   | 6:2  | Эгль Нконгсамба | 4:1      | 2:1      |
| Хафия        | 4:2  | Джолиба         | 3:0      | 1:2      |
| Хартс оф Оук | 8:4  | Кабве Уорриорз  | 7:2      | 1:2      |
| Аль-Ахли     | 1:4  | Симба           | 1:1      | 0:3      |

## Полуфиналы
| Команда 1    | Итог | Команда 2 | 1-й матч | 2-й матч       |
| ------------ | ---- | --------- | -------- | -------------- |
| ТП Мазембе   | 3:4  | Хафия     | 3:2      | 0:2 тех.победа |
| Хартс оф Оук | 1:2  | Симба     | 1:1      | 0:1            |

## Финал
| 10 декабря 1972                              | \| Хафия \| 4:2 \| Симба \| \| Пети Сори 19′ · Сулейман 35′ — · Н’Джо Леа — \| Голы \| — Уандера \| | 28-го сентября, Конакри |
| Хафия                                        | 4:2                                                                                                 | Симба                   |
| Пети Сори 19′ · Сулейман 35′ — · Н’Джо Леа — | Голы                                                                                                | — Уандера               |

| 22 декабря 1972         | \| Симба \| 2:3 \| Хафия \| \| Уассва 74′ · Сукума 88′ \| Голы \| 67′ Сулейман · 69′ Усман · 76′ Н’Джо Леа \| | Накивубо, Кампала                        |
| Симба                   | 2:3 | Хафия                                    |
| Уассва 74′ · Сукума 88′ | Голы | 67′ Сулейман · 69′ Усман · 76′ Н’Джо Леа |

## Чемпион
| Победитель Африканского Кубка чемпионов 1972 |
| -------------------------------------------- |
| Хафия 1-й титул                              |